# Sanna Frostevall
Sanna Frostevall, född 29 augusti 1979, är en fotbollsspelare från Sverige (mittfältare) som spelat i Sunnanå SK säsongerna 2006 - 2009. Hon kom från Själevads IK till Sunnanå och säsongen 2010 gick hon tillbaka till Själevad som då spelade i Division II Södra Norrland.